# Бухта Провидения (аэропорт)
Бу́хта Провиде́ния — международный аэропорт федерального значения, расположен рядом с посёлком Урелики на южном — противоположном берегу от посёлка Провидения. Обеспечивает регулярное авиасообщение с Анадырем, а также чартерное сообщение с Номом.

## История

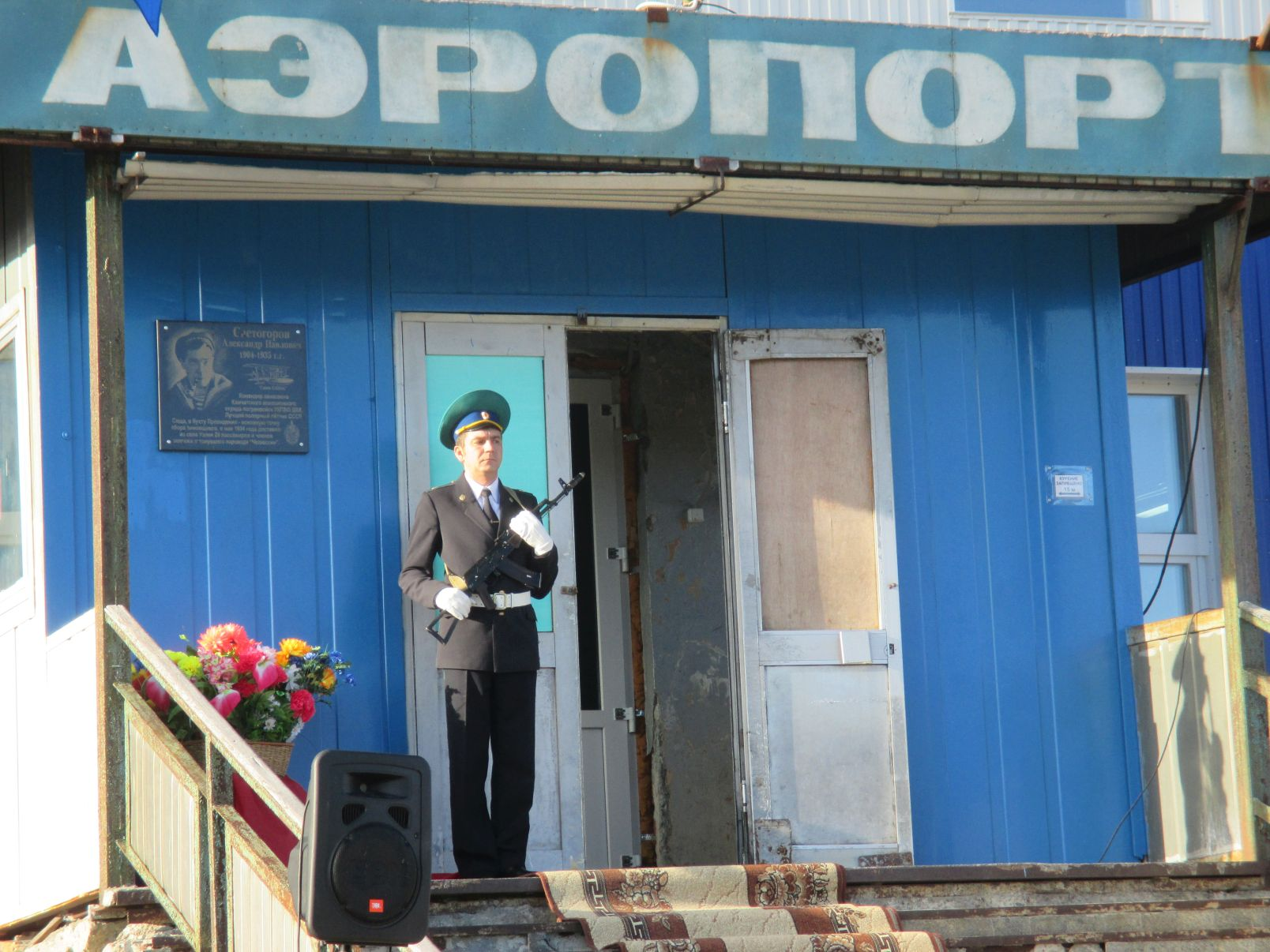
Мемориальная доска летчику Светогорову А. П. в аэропорту Бухта Провидения, Чукотка.

Был построен в годы Великой Отечественной войны как запасной для Уэлькальского аэродрома участка трассы Алсиб. В 1947 году была сформирована авиаэскадрилья Чукотского погранотряда в составе шести По-2, к моменту её вывода в отдельную структуру в 1959 в её составе числились один Ли-2 и по паре Ан-2 и По-2.
В период с августа 1960 по 1968 гг. здесь базировался 529-й истребительный авиационный полк ПВО 25-й дивизии ПВО 11-й отдельной армии ПВО на самолетах МиГ-17ПФ (1960—1967 гг.) и МиГ-19 (с 1967 г.). В 1968 году полк перебазировался на аэродром Угольные Копи.
В декабре 2011 был проведен ремонт 1 этажа и фасада здания аэровокзала

13 октября 2016 года на здании аэропорта силами Общественного совета по сохранению исторического наследия Дальнего Востока при ВООПИиК (Хабаровск) установлена мемориальная доска участнику спасения челюскинцев летчику Александру Светогорову. В тексте сказано: 
Сюда, в бухту Провидения — основную точку сбора зимовщиков, в мае 1934 года доставил из села Уэлен 29 пассажиров и членов экипажа затонувшего парохода „Челюскин“

## Принимаемые типыВС
Принимаемые типы ВС: Ан-2, Ан-12, Ан-24, Ан-26, Ан-28, Ан-72, Ан-74, L-410, Як-40, а также вертолёты всех типов.

## Показатели деятельности
| год        | 2014 | 2015 | 2016 | 2017 | 2019 | 2020 | 2021 |
| пассажиров | 5104 | 4273 | 5834 | 6200 | 5821 | 5237 | 5967 |
| Источники: |      |      |      |      |      |      |      |

## Маршрутная сеть
Пассажирские авиарейсы в направлении окружного центра осуществляются бортами Ан-24 с регулярностью 3-5 раз в месяц.

## Ближайшие аэропорты в других городах
- Угольный (Анадырь) (219 км)